# 格奥尔基·斯托伊卡
格奥尔基·斯托伊卡（羅馬尼亞語：Gheorghe Stoica；1900年7月20日—1976年8月10日），犹太人，是罗共创始人之一，罗马尼亚共产党中央政治执行委员会委员、中央监察委员会主席、中央检查委员会主席。

## 生平
1900年，出生于罗马尼亚博托沙尼县多罗霍伊市的犹太人家庭。
1921年，入党。
1933年，参加格里维察铁路工人大罢工。
西班牙内战期间，参加国际纵队，任政工干部。之后前往苏联，在莫斯科学习。
1945年，随罗马尼亚战俘和流亡者组成的亲苏红色武装（罗马尼亚陆军第6坦克师的前身）回国。
1948年，授予少将军衔。2月，罗共六大，为罗马尼亚工人党中央候补委员。
1949年，任罗马尼亚劳工总联合会书记。
1950年，任罗马尼亚工人党布加勒斯特市委员会第一书记、布加勒斯特州工会理事会主席。
1952年，任罗马尼亚人民共和国大国民议会副主席。5月，在罗马尼亚工人党中央全会上被增补为中央委员。
1953年，任罗马尼亚人民共和国驻柏林特派团团长，10月，任罗马尼亚人民共和国驻德意志民主共和国特命全权大使。
1956年，任罗马尼亚工人党中央干部局局长。
1957年，2月任罗马尼亚工人党中央消费品部部长。3月，任罗马尼亚人民共和国大国民议会主席团委员。7月，任罗马尼亚工人党中央行政部部长。12月，任罗马尼亚人民共和国大国民议会主席团秘书。
1965年，任部长会议地方国家行政机关管理总局局长。7月，罗共九大，为罗共中央委员。
1966年，任国家劳动和工资问题委员会主席。
1967年，在罗共中央委员会全体会议上被增选为罗共中央政治执行委员会候补委员。
1968年，在罗共中央全会上被增补为罗马尼亚共产党中央政治执行委员会委员。8月，罗共十大，为罗共中央政治执行委员会委员。
1969年，任副部长级的劳动报酬总署副署长。5月，任人民委员会事务总局局长。
1972年，任中央监察委员会主席。
1974年，罗共十一大，为罗共中央检查委员会主席。
1976年，逝世。